# Aglomeracja rzeszowska

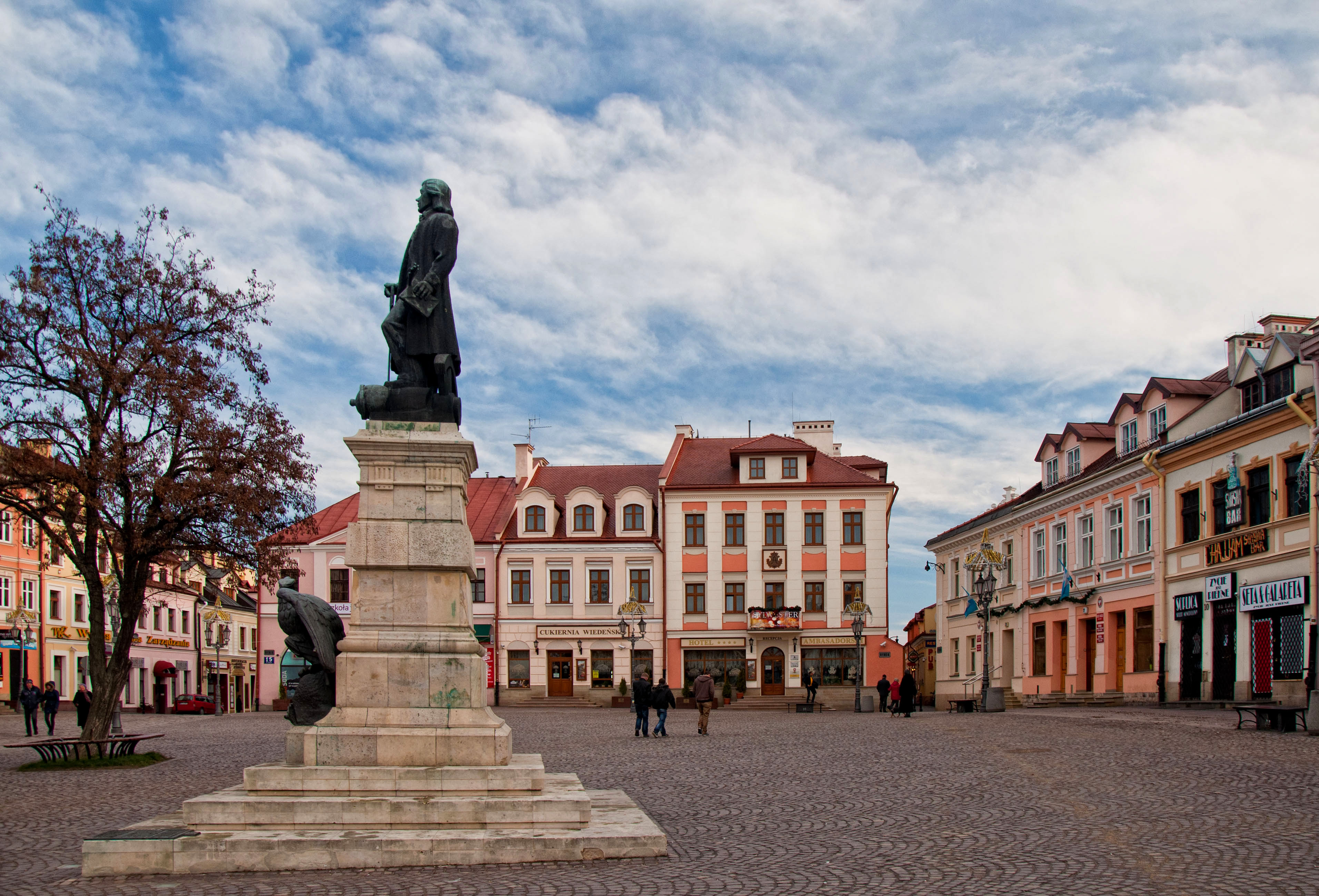
Rzeszów

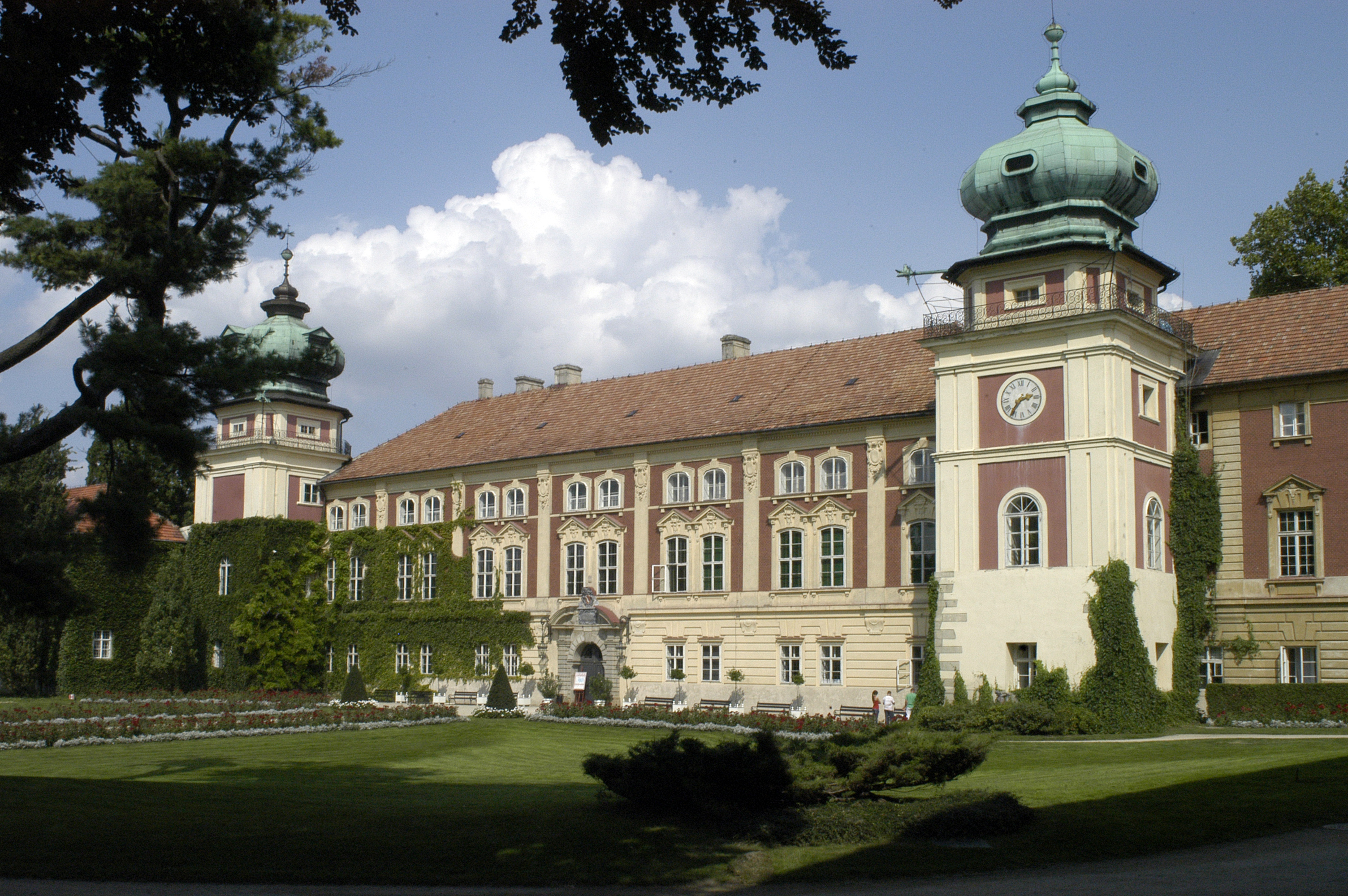
Łańcut

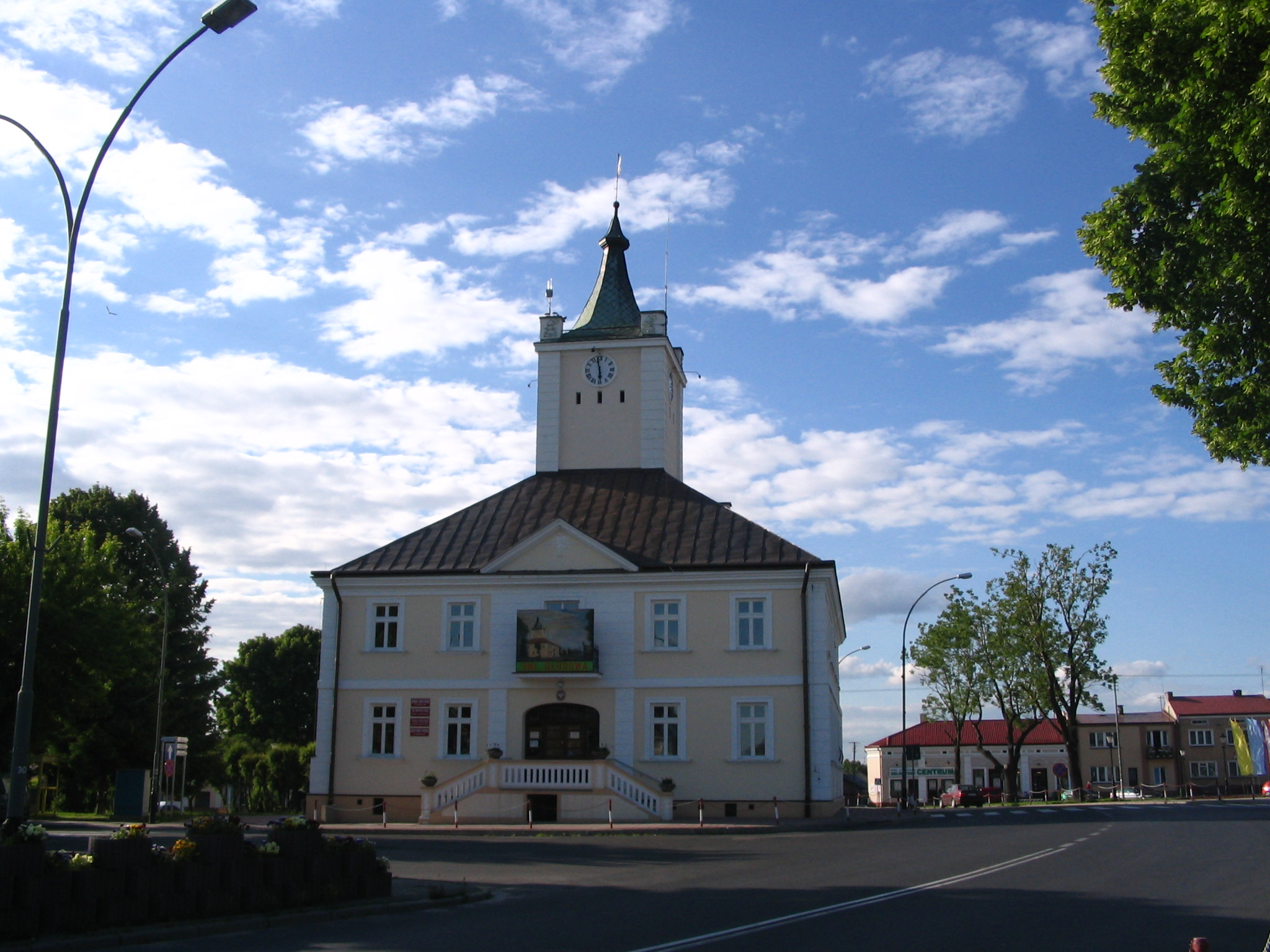
Głogów Małopolski

Aglomeracja rzeszowska – aglomeracja monocentryczna w środkowej części województwa podkarpackiego, która obejmuje miasto centralne Rzeszów oraz okoliczne zurbanizowane gminy. Pozostałymi miastami aglomeracji są: Boguchwała, Dynów, Głogów Małopolski, Łańcut, Tyczyn. 
Według programu ESPON obszar funkcjonalny Rzeszowa (FUA, ang. Functional Urban Area) w 2002 r. zamieszkiwało 314 tys. osób.

## Aglomeracja rzeszowska według P. Swianiewicza i U. Klimskiej
W 2005 r. Paweł Swianiewicz oraz Urszula Klimska wyznaczyli obszar aglomeracji rzeszowskiej obejmujący Rzeszów oraz 14 okolicznych gmin. Obszar ten w 2002 r. zamieszkiwało 346 tys. osób. Przy wyznaczaniu aglomeracji przeprowadzono delimitację obszarów przyległych, uwzględniając saldo migracji w latach 1998–2002, gęstość zaludnienia (w 2002 r.), współczynnik zatrudnienia związany z natężeniem dojazdów.
| Gmina                   | Liczba ludności (2013-06-30) [osób] | Powierzchnia (2010-01-01) [km²] | Gęstość zaludnienia [osób/km²] |
| ----------------------- | ----------------------------------- | ------------------------------- | ------------------------------ |
| Rzeszów                 | 182 520                             | 116,36                          | 1568,58                        |
| gmina Białobrzegi       | 8 419                               | 56,14                           | 149,9                          |
| gmina Boguchwała        | 19 307                              | 88,92                           | 217,12                         |
| gmina Chmielnik         | 6 701                               | 52,92                           | 126,62                         |
| gmina Czarna            | 11 243                              | 78,07                           | 144,01                         |
| Dynów                   | 6 190                               | 24,55                           | 252,14                         |
| gmina Głogów Małopolski | 19 118                              | 144,70                          | 136,20                         |
| gmina Hyżne             | 6 982                               | 51,26                           | 136,20                         |
| gmina Krasne            | 10 566                              | 39,10                           | 270,23                         |
| Łańcut                  | 18 096                              | 19,42                           | 931,82                         |
| gmina Łańcut            | 21 186                              | 106,30                          | 199,3                          |
| gmina Świlcza           | 16 169                              | 112,23                          | 144,07                         |
| gmina Trzebownisko      | 20 425                              | 90,28                           | 226,24                         |
| gmina Tyczyn            | 11 365                              | 59,02                           | 192,56                         |
| gmina Żołynia           | 6 905                               | 56,71                           | 121,75                         |
| Razem (aglomeracja)     | 365 192                             | 1095,98                         | 333,21                         |

## Współpraca samorządów
21 maja 2008 powstało Stowarzyszenie Samorządów Terytorialnych "Aglomeracja Rzeszowska", które podjęło sobie za cel m.in. stwarzanie warunków do integracji całej aglomeracji w jeden organizm społeczno-gospodarczy.
Członkami stowarzyszenia jest 18 samorządów terytorialnych gmin:
gm. Błażowa,
gm. Boguchwała,
gm. Chmielnik,
gm. Czarna,
gm. Czudec,
miasto Dynów,
gm. Dynów,
gm. Głogów Małopolski,
gm. Hyżne,
gm. Kamień,
gm. Krasne,
gm. Lubenia,
gm. Niebylec,
Rzeszów,
gm. Sokołów Małopolski,
gm. Świlcza,
gm. Trzebownisko,
gm. Tyczyn
oraz samorządy dwóch powiatów: powiat rzeszowski, powiat strzyżowski.